# Amaracarpus
Amaracarpus, biljni rod grmova i drveća iz porodice broćevki, dio tribusa Psychotrieae. Priznato je trideset vrsta po dijelovima jugoistočne Azije, Australije, Melanezije, te na Andamanima i Sejšelima
Rod je opisan 1826.

## Vrste
1. Amaracarpus acuminatus S.Moore
2. Amaracarpus anomalus Wernham
3. Amaracarpus attenuatus Merr. & L.M.Perry
4. Amaracarpus belensis Merr. & L.M.Perry
5. Amaracarpus brassii Merr. & L.M.Perry
6. Amaracarpus braunianus (Warb. ex Boerl.) Valeton
7. Amaracarpus calcicola Merr. & L.M.Perry
8. Amaracarpus compactus Merr. & L.M.Perry
9. Amaracarpus cuneifolius Valeton
10. Amaracarpus doormanniensis Valeton
11. Amaracarpus floribundus Valeton
12. Amaracarpus grandiflorus A.P.Davis
13. Amaracarpus grandifolius Valeton
14. Amaracarpus idenburgensis Merr. & L.M.Perry
15. Amaracarpus kochii Valeton
16. Amaracarpus ledermannii Valeton
17. Amaracarpus major (Valeton) A.P.Davis
18. Amaracarpus montanus Valeton
19. Amaracarpus nematopodus (F.Muell.) P.I.Forst.
20. Amaracarpus nouhuizii (Valeton) Valeton
21. Amaracarpus novoguineensis (Warb. ex Boerl.) Valeton
22. Amaracarpus nymanii Valeton
23. Amaracarpus papuanus Valeton
24. Amaracarpus pubescens Blume
25. Amaracarpus rhombifolius Valeton
26. Amaracarpus schlechteri Valeton
27. Amaracarpus syzygifolius Valeton
28. Amaracarpus trichocalyx Valeton
29. Amaracarpus wichmannii Valeton
30. Amaracarpus xanthocarpus Merr. & L.M.Perry

## Sinonimi
- Melachone Gilli
- Neoschimpera Hemsl.